# Mexicanas Plantas
Mexicanas Plantas (abreviado Mexic. Pl.) es un libro con ilustraciones y descripciones botánicas que fue escrito por el botánico y pteridólogo francés Eugène Pierre Nicolas Fournier. Fue publicado en París en 2 partes en los años 1872 y 1886, con el nombre de Mexicanas Plantas Nuper a Collectoribus Expeditionis Scientificae Allatas aut Longis ab Annis in Herbario Musei Parisiensis Depositas Praeside J. Decaisne... Enumerandas Curavit Eug. Fournier.

## Publicación
- Pars Prima Cryptogamia, pp. [1]-166, 1872
- Pars Secunda Gramineae, pp. [1]-160, 1886